# You're the Best Thing About Me
«You're the Best Thing About Me» es una canción de la banda de rock irlandesa U2. Es el primer sencillo de su decimocuarto álbum de estudio, Songs of Experience.

## Composición y grabación
El guitarrista de la banda, The Edge, dijo que "You're the Best Thing About Me" surgió de un intento de componer una canción de estilo Motown, combinando música rítmica con un estado de ánimo jovial, a pesar de que el resultado final no tiene nada de Motown.
El vocalista Bono reconoce que fue compuesta por él y The Edge en unos momentos vitalmente difíciles; The Edge añade que hay cierta influencia del escritor Oscar Wilde en el tema.
Curiosamente, la primera vez que la canción ve la luz es en agosto de 2016, en una versión electrónica mezclada por el DJ Kygo en el festival Cloud 9.
En abril de 2017 fue mentada (con un título ligeramente distinto) por la revista Mojo como posible tema de Songs of Experience.
De acuerdo con The Edge, la canción es una de las muchas que Bono escribió a modo de carta dirigida a personas queridas después de sufrir una dura experiencia que le hizo pensar que era posible que no le quedara mucho tiempo de vida. La compuso después de tener un sueño en el cual se destruía lo que considera más importante para él: su relación con Ali, su esposa.
Se trata de una canción de amor en la que se plantea la vulnerabilidad de aquellas cosas que rozan la perfección.
Bono bromeó diciendo que había sido algo así como escribir una canción a su novia mientras el mundo entero se destruye pacto de las llamas.
El título de la canción fue inspirado por un personaje mediático irlandés que, hablando con Bono en un bar de Dublín, le comentó que lo mejor de éste era precisamente Ali.
"You're the Best Thing About Me" fue terminada justo una semana antes de su lanzamiento como sencillo.
The Edge comenta que la primera versión del tema tenía una introducción más elaborada que no les acababa de convencer. Discutiendo el modo de presentarla en vivo, el guitarrista encontró un demo de las primeras grabaciones y fue sobre éste sobre el que trabajaron.
Después de escucharlo, el grupo decidió volver al arranque simple de guitarra de la grabación inicial, usando lo que The Edge denominó como "los colores primarios de U2" (guitarra, batería y bajo), y esto hizo que la letra cobrara vida dentro del tema. Posiblemente sea esta frescura la clave del éxito del tema The Edge afirmó que la banda trabajó "furiosamente" en la nueva versión durante dos días hasta que el resultado fue finalmente satisfactorio.
Finalmente, la estructura y la melodía del tema se asemejan sorprendentemente a "Even Better Than the Real Thing" (cuarto sencillo del álbum Achtung Baby editado en 1991), aunque desprovisto del potente intro y del solo de guitarra de éste.

## Créditos
- Bono  composición, letra, voz
- The Edge  composición, guitarra, segunda voz
- Adam Clayton  composición, bajo
- Larry Mullen Jr.  composición, batería, percusión
- Jacknife Lee  producción, teclados
- Steve Lillywhite  producción, mezcla final
- Ryan Tedder  producción
- Brent Kutzle  producción
- Davide Rossi  cuerdas
- Rich Rich  asistente de producción
- Jacknife Lee  asistente de producción
- Tyler Spry  asistente de producción
- Matty Green  asistente de producción